# Спортивно-концертный комплекс имени В. Н. Блинова
Спортивно-концертный комплекс имени В. Блинова (до 2000 года — СКК «Иртыш») — универсальный крытый комплекс в Омске.

## О комплексе
Спортивно-концертный комплекс имени В. Блинова находится на улице Декабристов, в конце бульвара Мартынова (Центральный административный округ).
В январе 1975 года председатель Совета Министров СССР Косыгин А. Н. подписал постановление о строительстве в Омске крытого катка с искусственным льдом. Более 10 лет велось строительство по индивидуальному проекту, одно время СКК стоял «законсервированным», но руководство области добилось возобновления строительства. 30 октября 1986 года Государственная приемная комиссия подписала акт приемки в эксплуатацию здания крытого катка на 5500 посадочных мест с оценкой «отлично». Первый матч состоялся 6 февраля 1987 в присутствии 4500 зрителей.
Матч, сыгранный 6 февраля, можно без преувеличения назвать историческим. Первым соперником «Авангарда» на новой арене стала кирово-чепецкая «Олимпия». Итог той памятной встречи – 11:4 в пользу омичей. Автором первой шайбы стал капитан «Авангарда» Виктор Граф, сделавший в той игре дубль. Ворота «Авангарда» защищал Сергей Храмцов, ворота «Олимпии» Андрей Трефилов, выступавший впоследствии в клубах НХЛ «Калгари Флеймз», «Баффало Сейбрз», «Чикаго Блэк Хоукс», ставший Олимпийским чемпионом 1992 года.
Комплекс носил название «Иртыш». В 2000 году, в связи с пятидесятилетием омского хоккея, по Распоряжению Губернатора Омской области Л. К. Полежаева он был переименован в СКК им. В. Блинова, в честь олимпийского чемпиона по хоккею Виктора Блинова.
СКК был домашним стадионом ХК «Авангард», но после появления Арены Омск стал принимать у себя встречи женской волейбольной Суперлиги. До 2016 года СКК был домашней ареной женского волейбольного клуба «Омичка».
В непосредственной близости от СКК расположен хоккейный центр «Авангард». Универсальная арена СКК обеспечивает возможность проведения как спортивных соревнований с размещением на трибунах более 5200 зрителей, так и концертно-зрелищных мероприятий. На базе спортивно-концертного комплекса занимаются: спортивная секция по шорт-треку, спортивная секция по аэробике, спортивная секция по восточному единоборству — тхэквондо, спортивная организация по фигурному катанию, группы любительского хоккея.

## Интересные факты
- Первый матч состоялся 6 февраля 1987 года и собрал 4 500 зрителей. Соперником «Авангарда» был клуб «Олимпия» (Кирово-Чепецк). Счет 11-4.
- В 1987 году здание получило диплом второй степени Союза архитекторов РСФСР, а также диплом первой степени Госстроя РСФСР в смотре-конкурсе на лучшее качество строительства.
- Перед СКК находится памятник Виктору Блинову.
- Самый поздний сыгранный в СКК матч начался в 22:30 по местному времени. Произошло это 6 марта 2007 года во встрече «Авангард»-«Амур», которая дважды переносилась из-за нелётной погоды. Эта же встреча стала для «Авангарда» последней, проведённой в СКК в рамках регулярного чемпионата.
- 11 октября 2002 года в СКК прошёл концерт группы Scorpions
- 4 июня 2009 года на площади у комплекса прошёл первый этап Red Bull X-Fighters Exhibition Tour 2009.[5]
- 9 июня 2014 года в СКК прошёл концерт группы Placebo
- 28 марта 2015 года в СКК прошёл концерт группы 30 Seconds To Mars